# ناصر (اسم)
ناصر هو اسم علم مذكر من أصل عربي، ومعناه هو المعين على الخصم، المعاون على النصر.

## الأصل اللغوي
يعود أصل الكلمة الثلاثي إلى كلمة: نصر. نَصَرَ، ينصُرُ، نصراً، فهو ناصِرْ.

## شخصيات تحمل الاسم
- ناصر الدين القاجاري (مصور إيراني، 16 يوليو 1831[3][4][5] – 1 مايو 1896[3][4][5])
- ناصر الدين محمد شاه (خطاط هندي، 17 أغسطس 1702 – 26 أبريل 1748)
- ناصر الشاذلي (لاعب كرة قدم بلجيكي من أصل مغربي، 2 أغسطس 1989[6] – )
- ناصر الشمراني (لاعب كرة قدم سعودي، 23 نوفمبر 1983[7] – )
- ناصر العطية (21 ديسمبر 1970 – )
- ناصر المحمد الأحمد الصباح (دبلوماسي كويتي، 22 ديسمبر 1940 – )
- ناصر اليجي (لاعب كرة قدم ألباني، 27 ديسمبر 1993[8] – )
- ناصر بارازيت (لاعب كرة قدم هولندي، 27 مايو 1990[9] – )
- ناصر بوهاني (درّاج طريق فرنسي، 25 يوليو 1990 – )
- ناصر خسرو (رحالة وشاعر وفيلسوف فارسي، 1004 – 1088)

## وصلات خارجية
- موسوعة السلطان قابوس لأسماء العرب